# The Black Parade Is Dead!
The Black Parade Is Dead!는 마이 케미컬 로맨스의 두 번째 컴필레이션 음반이다. 2008년 7월 1일 발매되었다. DVD에는 2007년 10월 7일 멕시코 팔라시오 데 로스 데포르티스, 2007년 10월 24일 미국 뉴저지주 호보컨의 맥스웰에서 한 라이브가 수록되어 있으며 CD에는 2007년 10월 7일 멕시코 팔라시오 데 로스 데포르티스에서 라이브가 수록되었으며 또한 밴드의 마이스페이스 페이지에서 일부 들을 수 있다.

## 홍보
2008년 5월 8일, 마이 케미컬 로맨스는 자신들의 홈페이지를 통해 음반에 대한 자세한 정보와 한정판과 일반 음반판의 선주문을 받고 있다. 선주문자는 음반에 수록되어 있는 2007년 10월 7일 멕시코 팔라시오 데 로스 데포르티스에서의 라이브인 "Dead!", "Mama", "Welcome to the Black Parade"를 추가로 다운로드 받을 수 있다.

## 음반
한정판은 일반 음반판에 수록된 것을 포함하여 한 밴드원이 디자인한 마스크가 관 모양의 박스가 들어간다. 총 5개의 다른 마스크가 있는데 그중 한 멤버가 디자인한 마스크가 무작위로 들어가게 되며, 또한 음반은 삭제판도 판매하고 있다.

## 수록곡

### CD
1. "The End"
2. "Dead!"
3. "This is How I Disappear"
4. "The Sharpest Lives"
5. "Welcome to the Black Parade"
6. "I Don't Love You"
7. "House of Wolves"
8. "Cancer"
9. "Mama"
10. "Sleep"
11. "Teenager"
12. "Disenchanted"
13. "Famous Last Words"

### DVD
- 2007년 10월 7일 멕시코 멕시코 시티 팔라시오 데 로스 데포르티스 공연

1. "The End"
2. "Dead!"
3. "This is How I Disappear"
4. "The Sharpest Lives"
5. "Welcome to the Black Parade"
6. "I Don't Love You"
7. "House of Wolves"
8. "Cancer"
9. "Mama"
10. "Sleep"
11. "Teenager"
12. "Disenchanted"
13. "Famous Last Words"

- 2007년 10월 24일 미국 뉴저지주 호보컨 맥스웰 공연

1. "Welcome to the Black Parade"
2. "Thank You for the Venom"
3. "Dead!"
4. "The Sharpest Lives"
5. "This Is How I Disappear"
6. "Teenagers"
7. "I'm Not Okay (I Promise)"
8. "You Know What They Do to Guys Like Us in Prison"
9. "Famous Last Words"
10. "Give 'Em Hell Kid"
11. "House of Wolves"
12. "It's Not a Fashion Statement, It's a Deathwish"
13. "I Don't Love You"
14. "(Untitled)"
15. "Mama"
16. "Helena"
17. "Cancer"

## 제작
- 제라드 웨이 - 리드 보컬
- 레이 토로 - 리드 기타, 백킹 보컬
- 프랭크 아이에로 - 리듬 기타, 백킹 보컬
- 마이키 웨이 - 베이스 기타
- 밥 브라이어 - 드럼
- 제임스 드위스 - 키보드, 퍼커션
- 맷 코르테즈 - "The End." 어쿠스틱 기타 연주
- 애덤 로스린 - 감독
- 제니퍼 데스티니 로스린 - 프로듀서
- 데빈 사르노 - 제작 총 지휘 (Executive Producer)
- 켈리 노리스 사르노 - 제작 총 지휘 (Executive Producer)